# Cúp bóng đá châu Phi 1974
Cúp bóng đá châu Phi 1974 là Giải vô địch bóng đá châu Phi lần thứ chín, được tổ chức tại Ai Cập. Số đội tham dự giải là 29, hơn giải trước đó 3 đội, do vậy tiến hành thêm một vòng sơ loại. Vòng chung kết của giải như các giải trước gồm 8 đội chia làm 2 bảng, mỗi bảng 4 đội. Hai đội tuyển đứng đầu mỗi bảng vào đá bán kết, đội thắng ở bán kết vào đá chung kết, đội thua dự trận trận tranh giải ba. Zaire giành chức vô địch lần thứ hai (lần trước với tên Cộng hòa Dân chủ Congo) sau khi thắng Zambia 2-0 ở trận đấu lại sau khi hòa 2-2 ở chung kết.

## Vòng loại
Vòng loại của giải gồm 27 đội tham gia, chọn lấy 6 đội cùng với đương kim vô địch Cộng hòa Congo và chủ nhà Ai Cập tham dự vòng chung kết. Vòng loại thi đấu theo thể thức loại trực tiếp sân nhà và sân khách, không tính đến chỉ số bàn thắng sân khách. Ở vòng sơ loại 6 đội bóng chia làm 3 cặp đấu, 3 đội thắng vào vòng loại thứ nhất. Ở vòng loại thứ nhất 24 đội chia làm 12 cặp đấu, chọn đội thắng vào vòng loại thứ hai. Vòng loại thứ hai 12 đội chia làm 6 cặp đấu, 6 đội thắng dự vòng chung kết.

### Các đội không vượt qua vòng loại

#### Vòng sơ loại
- Dahomey
- Gabon
- Somalia

#### Vòng loại thứ nhất
| - Trung Phi - Ethiopia - Kenya - Lesotho - Libya - Madagascar |  | - Niger - Sénégal - Sierra Leone - Sudan - Togo - Thượng Volta |  |  |

#### Vòng loại thứ hai
| - Algérie - Cameroon - Ghana |  | - Mali - Nigeria - Tanzania |  |  |

- in nghiêng: Đội bóng bỏ cuộc

## Điểm
| Cairo                      | CairoAlexandriaEl-MahallaDamanhour | Alexandria                    |
| -------------------------- | ---------------------------------- | ----------------------------- |
| Sân vận động Quốc tế Cairo | CairoAlexandriaEl-MahallaDamanhour | Sân vận động Alexandria       |
|                            | CairoAlexandriaEl-MahallaDamanhour |                               |
| Sức chứa: 95.000           | CairoAlexandriaEl-MahallaDamanhour | Sức chứa: 13.660              |
| El-Mahalla El-Kubra        | CairoAlexandriaEl-MahallaDamanhour | Damanhour                     |
| Sân vận động El Mahalla    | CairoAlexandriaEl-MahallaDamanhour | Sân vận động Ala'ab Damanhour |
|                            | CairoAlexandriaEl-MahallaDamanhour |                               |
| Sức chứa: 29.000           | CairoAlexandriaEl-MahallaDamanhour | Sức chứa: 8.000               |

## Vòng chung kết
Vòng chung kết của giải diễn ra từ 1 tháng 3 đến 14 tháng 3 năm 1974. Các trận đấu ở bảng A được tổ chức tại thủ đô Cairo và Mehalla Al-Qubra, ở bảng B được tổ chức tại Alexandria và Damanhour.

### Bảng A
| Đội tuyển   | Số trận | Thắng | Hòa | Thua | Bàn thắng | Bàn thua | Hiệu số | Điểm |
| ----------- | ------- | ----- | --- | ---- | --------- | -------- | ------- | ---- |
| Ai Cập      | 3       | 3     | 0   | 0    | 7         | 2        | +5      | 6    |
| Zambia      | 3       | 2     | 0   | 1    | 3         | 3        | 0       | 4    |
| Uganda      | 3       | 0     | 1   | 2    | 3         | 5        | −2      | 1    |
| Bờ Biển Ngà | 3       | 0     | 1   | 2    | 2         | 5        | −3      | 1    |

| Ai Cập                      | 2–1 | Uganda     |
| --------------------------- | --- | ---------- |
| Abo Greisha 6' · Khalil 52' |     | Mubiru 28' |

| Zambia    | 1–0 | Bờ Biển Ngà |
| --------- | --- | ----------- |
| Kaushi 2' |     |             |

| Ai Cập                                      | 3–1 | Zambia      |
| ------------------------------------------- | --- | ----------- |
| Abdel Azim 4' · Basri 18' · Abo Greisha 52' |     | Chitalu 10' |

| Bờ Biển Ngà   | 2–2 | Uganda        |
| ------------- | --- | ------------- |
| Kouman -', -' |     | Mubiru -', -' |

| Ai Cập                    | 2–0 | Bờ Biển Ngà |
| ------------------------- | --- | ----------- |
| El-Shazly 1' · Khalil 44' |     |             |

| Zambia    | 1–0 | Uganda |
| --------- | --- | ------ |
| Kapita -' |     |        |

### Bảng B
| Đội tuyển      | Số trận | Thắng | Hòa | Thua | Bàn thắng | Bàn thua | Hiệu số | Điểm |
| -------------- | ------- | ----- | --- | ---- | --------- | -------- | ------- | ---- |
| Cộng hòa Congo | 3       | 2     | 1   | 0    | 5         | 2        | +3      | 5    |
| Zaire          | 3       | 2     | 0   | 1    | 7         | 4        | +3      | 4    |
| Guinée         | 3       | 1     | 1   | 1    | 4         | 4        | 0       | 3    |
| Mauritius      | 3       | 0     | 0   | 3    | 2         | 8        | −6      | 0    |

| Zaire            | 2–1 | Guinée       |
| ---------------- | --- | ------------ |
| Mulamba 18', 65' |     | B. Sylla 25' |

| Cộng hòa Congo        | 2–0 | Mauritius |
| --------------------- | --- | --------- |
| Moukila -' · Lakou -' |     |           |

| Guinée          | 2–1 | Mauritius |
| --------------- | --- | --------- |
| M. Sylla -', -' |     | Imbert -' |

| Cộng hòa Congo         | 2–1 | Zaire       |
| ---------------------- | --- | ----------- |
| M'Bono 70' · Minga 81' |     | Mayanga 25' |

| Cộng hòa Congo | 1–1 | Guinée             |
| -------------- | --- | ------------------ |
| Ndomba 65'     |     | Edenté 60' (ph.đ.) |

| Zaire                                  | 4–1 | Mauritius |
| -------------------------------------- | --- | --------- |
| Mayanga -', -' · Mulamba -' · Etepé -' |     | Imbert -' |

### Vòng đấu loại trực tiếp
|  | Bán kết                | Bán kết |                         |       | Chung kết | Chung kết |
|  |                        |         |                         |       |           |           |
|  | 9 tháng 3 – Cairo      |         |                         |       |           |           |
|  |                        |         |                         |       |           |           |
|  | Ai Cập                 | 2       |                         |       |           |           |
|  | Ai Cập                 | 2       | 12 & 14 tháng 3 – Cairo |       |           |           |
|  | Zaire                  | 3       |                         |       |           |           |
|  | Zaire                  | 3       | Zaire (đá lại)          | 2 (2) |           |           |
|  | 9 tháng 3 – Alexandria |         | Zaire (đá lại)          | 2 (2) |           |           |
|  |                        | Zambia  | 2 (0)                   |       |           |           |
|  | Cộng hòa Congo         | Zambia  | 2 (0)                   | 2     |           |           |
|  | Cộng hòa Congo         |         |                         | 2     |           |           |
|  | Zambia (h.p.)          | 4       |                         |       |           |           |
|  | Zambia (h.p.)          | 4       | Tranh hạng ba           |       |           |           |
|  |                        |         |                         |       |           |           |
|  | 11 tháng 3 – Cairo     |         |                         |       |           |           |
|  |                        |         |                         |       |           |           |
|  | Ai Cập                 | 4       |                         |       |           |           |
|  | Ai Cập                 | 4       |                         |       |           |           |
|  | Cộng hòa Congo         | 0       |                         |       |           |           |

#### Bán kết
| Ai Cập                             | 2–3 | Zaire                           |
| ---------------------------------- | --- | ------------------------------- |
| Mwepu 41' (l.n.) · Abo Greisha 54' |     | Mulamba 55', 72' · Mantantu 61' |

| Cộng hòa Congo        | 2–4 (h.p.) | Zambia                           |
| --------------------- | ---------- | -------------------------------- |
| Ndomba -' · M'Pelé -' |            | Chanda -', -', -' · Mapulanga -' |

#### Tranh giải ba
| Cộng hòa Congo | 0–4 | Ai Cập                                        |
| -------------- | --- | --------------------------------------------- |
|                |     | Abdou 5' · Shehata 18', 80' · Abo Greisha 62' |

#### Chung kết
| Zaire             | 2–2 (h.p.) | Zambia                      |
| ----------------- | ---------- | --------------------------- |
| Mulamba 65', 117' |            | Kaushi 40' · Sinyangwe 120' |

#### Đá lại
| Zaire            | 2–0 | Zambia |
| ---------------- | --- | ------ |
| Mulamba 30', 76' |     |        |

| Vô địch Cúp bóng đá châu Phi 1974 Zaire Lần thứ hai |

## Danh sách cầu thủ ghi bàn
9 bàn
- Ndaye Mulamba

4 bàn
- Ali Abo Greisha

3 bàn
| - Stanley Mubiru | - Mayanga Maku | - Bernard Chanda |

2 bàn
| - Jacques Ndomba - Ali Khalil | - Hassan Shehata - Morciré Sylla | - Kobinan Kouman - Daniel Imbert |

1 bàn
| - Sebastien Lakou - Jean-Michel M'Bono - Noël Minga - Paul Moukila - François M'Pelé - Gamal Abdel Azim | - Hassan El-Shazly - Moustafa Abdou - Taha Basri - Bengally Sylla - Kakoko Etepé | - Kidumu Mantantu - Godfrey Chitalu - Obby Kapita - Simon Kaushi - Brighton Sinyangwe |

phản lưới nhà
- Ilunga Mwepu (trong trận gặp  Ai Cập)

## Đội hình toàn sao
Thủ môn
- Kazadi Mwamba

Hậu vệ
- Gabriel Dengaki
- Dick Chama
- Lobilo Boba
- Hany Moustafa

Tiền vệ
- Ndaye Mulamba
- Farouk Gaafar
- Hassan Shehata
- Mayanga Maku

Tiền đạo
- Kakoko Etepé
- Ali Abo Greisha